# 396 a.C.
Il 396 a.C. (CCCXCVI a.C. in numeri romani) è un anno  del IV secolo a.C.

## Eventi
- Roma
  - Tribuni consolari Publio Licinio Calvo Esquilino (tribuno consolare 396 a.C.), Lucio Titinio Pansa Sacco II, Publio Melio Capitolino II, Gneo Genucio Augurino II, Lucio Atilio Prisco II e Quinto Manlio Vulsone Capitolino
  - Marco Furio Camillo è nominato dittatore
  - l'esercito romano conquista e saccheggia la città etrusca di Veio dopo un assedio decennale.
  - 1º settembre - Marco Furio Camillo adempie al voto fatto per la conquista di Veio, dedicando il tempio di Giunone "Regina di Veio" sull'Aventino, in cui colloca la statua in legno della dea Giunone presa a Veio.
- I Cartaginesi, comandati da Imilcone II, dopo aver distrutto Messana, sono costretti da una pestilenza e dalla flotta di Sparta, comandata dal navarca Faracide, a rinunciare al loro assedio di Siracusa, iniziato nel 398 a.C.
- Platone pubblica l'Apologia di Socrate, in difesa del maestro Socrate
- Agesilao II, re di Sparta, inizia una spedizione in Asia Minore per prevenire un attacco persiano alle città greche.
- Cinisca, figlia di Archidamo II, diventa la prima donna a vincere una gara dei Giochi olimpici

## Nati
- Senocrate, filosofo greco antico († 314 a.C.)

## Morti
- Gneo Genucio Augurino, politico e militare romano
- Oreste di Macedonia, re